# Barre à la noix de coco
 (septembre 2024).

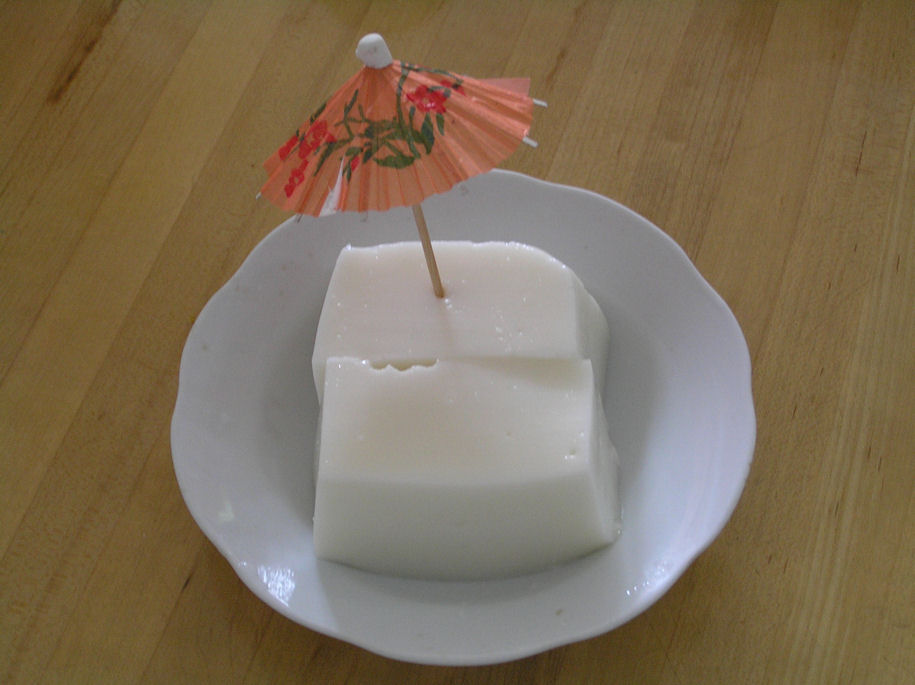
Une barre à la noix de coco.

La barre à la noix de coco est un dessert réfrigéré populaire de type dim sum que l'on retrouve à Hong Kong, à Taïwan, dans le sud de la Chine et dans les quartiers chinois à l'étranger. Douce, à la texture moelleuse rappelant la gélatine, elle se distingue par sa couleur blanche opaque, contrairement à la transparence de la gélatine traditionnelle. Elle est parfois également désignée sous le nom de « pudding à la noix de coco ».

## Préparation
Le dessert est composé de lait de coco, idéalement frais, mélangé avec de l'amidon de blé et de la fécule de maïs, ou avec un mélange d'agar-agar et de gélatine.
Sucré et parfois saupoudré de noix de coco râpée, il offre une texture qui varie selon la préparation : elle peut être soyeuse si l'on utilise de la gélatine ou de l'agar-agar, ou plus crémeuse avec l'amidon de blé et de maïs. Traditionnellement, la version dim sum est simple et sans garniture.